# Балдеску, Раду
Раду Балдеску (16 октября 1888, Mihăilești-Popești, Олт — 1953, Жилава, București Region) — дивизионный генерал королевства Румынии участник Второй балканской, Первой мировой и Второй мировой войны.

## Биография
Он родился 16 октября 1888 года в Михайлешти-де-Сус, жудец Олт. Был вторым из трех сыновей священника Илие Балдеску. Учился в начальной школе в родном селе, закончил среднюю школу в Военной гимназии в Яссах. Окончил Пехотное училище в 1909—1911 годах. Подпоручик (1911). Участвовал в болгарской кампании во время Второй Балканской войны в 1913 году в звании подпоручика 3-го пехотного полка. Лейтенант (1914).

### Первая мировая и межвоенные годы
Он воевал во время Первой мировой войны, был награждён за боевые подвиги и во время войны произведен в капитаны (1 апреля 1917). Майор (1 апреля 1920). Окончил Высшее военное училище (1921). Преподаватель Специальной школы пехоты и кавалерии в Сибиу. Подполковник (10 мая 1929). Полковник (16 октября 1935). Командир 93-го стрелкового полка Клоска в Араде (с 1 апреля 1936). Командующий Военной школой офицеров в Сибиу до 1 августа 1940. Командир 16-й стрелковой бригады в Сату-Маре (с 1 августа 1940).

### Вторая мировая война
Заместитель командира 18-й пехотной дивизии (15 ноября 1940 — 26 января 1942). Участвовал в составе дивизии в боях на Восточном фронте в СССР с 5 сентября 1941 (в этот же день стал ИО командира дивизии) по 8 апреля 1943 года. 16 октября 1941 года командовал штурмовой колонной при штурме Одессы. Бригадный генерал (1941). Командир 18-й пехотной дивизии (официально с 28 февраля 1942). Участвовал в осаде Севастополя с дивизией, которой командовал, был награждён высшей румынской военной наградой — орденом Михая Храброго. Временный командир 6-го и 7-го армейских корпусов (1942).
14 ноября 1942 года дивизия была подчинена 6-му корпусу, дислоцированному южнее Сталинград. Через несколько дней, 20 числа, Красная Армия перешла в контрнаступление на участке 4-й армии. Советская 51-я Армия атаковала 1-ю и 18-ю пехотные дивизии и сумела прорваться на их стыке и проникнуть в румынский тыл. Людям генерала Бэлдеску грозила опасность быть окруженными. Началось поспешное отступление, и в ходе этой операции дивизия понесла большие потери. Новый рубеж обороны был установлен на реке Аксай, но 27 ноября дивизия была отброшена на 25 км южнее реки. Затем она приняла участие в неудавшейся попытке снять осаду Сталинграда, понеся ещё большие потери. Остатки 18-й пехотной дивизии вернулись в Румынию.
18-я пехотная дивизия стала 18-й горнострелковой дивизией и дислоцировалась в долине Прахова для охраны нефтеперерабатывающих заводов и нефтяных месторождений. Затем дивизию перевезли в Кампени, в горах Апусени жудец Алба.
Наступление в марте-апреле 1944 года вывело Красную Армию на румынскую землю и 18-я дивизия была отправлена на фронт в северную Молдавию, в состав 4-го корпуса. С 21 апреля по 12 мая 1944 года обороняла плацдарм к северо-западу от Ясс, ведя бои в районе леса Маржеску, холмов Бурсукарей и Оларилор. Советские войска добились нескольких прорывов в лесу Марзеску в период с 24 по 26 апреля после нескольких мощных атак. 29 апреля 1944 18-я дивизия контратаковала при поддержке 24-й танковой дивизии и сумела вернуть утраченные позиции. 6 мая Советы предприняли ещё одну атаку, но не слишком продвинулись. В ходе этих боев 18-я дивизия потеряла 5 271 человек (492 убитых, 4 152 раненых и 627 пропавших без вести). Бэлдеску был отстранен от командования. Ему было присвоено звание дивизионного генерала и сразу после этого 11 мая 1944 года он был уволен в запас.

### На стороне антигитлеровской коалиции
Был восстановлен в армии 14 ноября 1944 года. Заместитель командира 6-го территориального корпуса (15 ноября 1944 года). Командующий 5-м армейским корпусом (20 марта 1945 — 8 сентября 1945). Командующий 6-м армейским корпусом в Тимишоаре (с 8 сентября 1945). Уволен в запас 9 августа 1947 года.

### Репрессии
Выступал против вновь установившегося коммунистического режима в Румынии, он был уволен в запас в 1947 году, затем несколько раз арестовывался коммунистическими властями в 1948 году. В 1951 году коммунисты разжаловали генерала в солдатское звание, а в сентябре того же года он был арестован Секуритате, с тех пор он исчез и о его судьбе ничего не известно. Предполагается, что он умер 2 декабря 1953 года, но подтвердить эту информацию не удалось до сих пор.

## Награды
- Орден Короны Румынии V класса с мечами и лентой.
- Орден Короны Румынии VI класса с мечами и лентой.
- Орден Звезды Румынии V класса с мечами и лентой.
- Памятный крест о войне 1916–1918 годов с планками Жиу, Карпаты и Ардеаль (1918).
- Немецкий железный крест II класса (28 февраля 1942)
- Орден Звезды Румынии III класса с мечами и лентой (1942)
- Орден Михая Храброго III класса (1 сентября 1942)
- Немецкий железный крест I класса (июль 1942)